# Pierre Broussain
Pierre Broussain ou Piarres Martin Broussain Salagoiti, né le 5 août 1859 à Hasparren et mort le 27 avril 1920 à Orthez, est un médecin, politicien et académicien basque français. Il est un des fondateurs de l'Académie de la langue basque. 

## Biographie

### Cursus scolaire
Pierre Broussain né dans une famille aisée. Il est le plus jeune de cinq enfants. En 1880, il rejoint ses frères à Paris, et en 1886, il passe ses examens avec succès à l'hôpital Necker. Cependant, Pierre Broussain ne présentera sa thèse de médecine devant la faculté de médecine de Paris qu'en 1899, soit 10 années plus tard. Il veut mener de front études médicales et études basques. Il dira à Georges Lacombe : « J'ai lu d'abord tous les livres basques que je pouvais me procurer. J'ai ensuite étudié les ouvrages sur le basque des auteurs étrangers, sauf ceux écrits en anglais ou en allemand, car malheureusement je ne connais pas ces deux langues. C'est la lecture des travaux de Bonaparte, Van Eys, Vinson, Dodgson, Azkue, Inchauspé, Duvoisin, Chaho, Larramendi, Campion et autres, qui m'a convaincu des beautés de notre vieille langue, et, en même temps, a ravivé dans mon cœur le grand amour que je lui porte. » Pierre Broussain semblait s'intéresser surtout aux affaires familiales durant cette décennie, en effet il suit la gestion de la ferme familiale « Biamontea » à Hélette. Cette dernière devait un jour lui revenir mais il achètera plutôt la maison « Jauregizaharrenea » à Hasparren. Elle deviendra de fait sa demeure.
En 1897, Pierre Broussain entame un échange de correspondance avec l'abbé Resurreccion Maria Azkue. Des relations de travail et d'amitié vont unir à vie les bascophiles de Lekeitio et d'Hasparren. Les deux jeunes Basques se rencontrent ainsi à Saint-Jean-de-Luz en 1897 et s'échangent publications et livres. Azkue procure à Broussain Parnasorako bidea, Eusebio Azkue,  Kristau Doktrina, sa propre revue Euskai et ses premières œuvres, Vizkaitik Sizkaira et Siencia Betiko.

### Retour à sa terre natale
De retour au Pays basque en 1899, le docteur Broussain s'occupe d'environ 300 familles. Il refusa quelques propositions car il est très attaché à ses malades et à son métier. Il réalisera un voyage significatif de plusieurs jours en Biscaye avec Azkue, et dans sa lettre de remerciements, il lui écrit « Ce que vous, nous disiez en voiture, sur cette admirable route de Lequeitio à Zarauz, est bien vrai, à savoir que les Basques des deux rives de la Bidassoa devraient se voir plus souvent, pour se connaître et s'aimer davantage, pour le plus grand profit de la patrie euskarienne. »
Au début du XXe siècle, la création de l'Académie de la langue basque et le projet d'unification de l'orthographe sont des projets qui animent fortement le milieu intellectuel basque, et le docteur Broussain s'y trouve grandement impliqué. Il est d'ailleurs aussi membre de l'Euskaltzaleen Biltzarra.

### Implication politique locale
Au printemps de 1904, Pierre Broussain commence à fréquenter une jeune basquaise d'Amendeuix, au pays de Mixe. Le 1er mai 1904, il est élu conseiller municipal à Hasparren et l'année suivante, candidat aux cantonales du 8 octobre 1905. Cependant, il renonce à se représenter au second tour devant le docteur Larraidy qui fut élu. En 1919, il laisse la mairie à son premier adjoint J. P. Larramendy et se présentera aux cantonales pour l'emporter sur son rival Larraidy. 
Le docteur Broussain pose sa candidature à la mairie et au conseil général du canton de Hasparren aux cantonales du 8 octobre 1905. Il sera maire, et ce pendant 14 ans, et conseiller général, fin 1919. Dans cette même année, il fut élu membre fondateur de l'Euskaltzaindia et mourut subitement, le 27 avril de l'année suivante à Orthez.

## Pierre Broussain et le Pays basque
Le jour de sa mort, l'abbé et académicien Martin Landerretxe publie un article dans Le Nouvelliste du 4 mai 1920, consacré au nationaliste basque qu'était le docteur Broussain. Il y souligne le caractère nationaliste du défunt qui a souvent été passé sous silence : « On ne peut passer sous silence, disait-il, deux idées auxquelles le grand Basque basquisant de Hasparren s'est attaché avec force. D'une part il a été persuadé que la divergence toujours plus manifeste des dialectes constitue une des principales causes du recul de la langue basque. D'autre part Pierre Broussain a proposé, comme remède à ce mal, la création par l'Académie de la langue basque d'un dialecte littéraire, fondamental, unique, ouvert à la nation entière, que les écoles basques, analogues à celles qui fonctionnent déjà à Bilbao, se chargeront de répandre. »
La revue Eskualduna lui consacra aussi deux articles en tant qu'ardent promoteur du journal. L'abbé Jean-Blaise Adema, directeur de l'hebdomadaire insista sur ses qualités humaines, sa foi religieuse, sa modestie, sa simplicité, sa discrétion et sa serviabilité. Il était parfois éloquent, et même intarissable, lorsqu'il parlait du Pays basque, de sa langue et son peuple.
Il avait une connaissance profonde de son pays, de la Soule à la Biscaye et de tous les dialectes du basque. Convaincu que le peuple basque avait le droit de revendiquer son unité et son autonomie, il était persuadé que tôt ou tard ce droit serait reconnu, et qu'un jour le peuple basque se souviendrait de celui qui s'était si bien identifié à lui.
Pierre Broussain était préoccupé par la disparition progressive de l'Euskara et la difficulté que les Basques ont à se comprendre à cause des multiples dialectes. Il était pour un « dialecte fondamental », la création d'un basque unifié.